# Albo d'oro del campionato tedesco di calcio
La pagina racchiude l'albo d'oro delle squadre vincitrici dei campionati tedeschi di calcio dalla loro istituzione, nel 1902. Tale lista riflette la complessità della storia del calcio tedesco, influenzata dal contesto storico in cui si trovava la Germania nel XX secolo.

## Campionato tedesco di calcio

### Verbandsliga
La Verbandsliga fu il primo campionato tedesco, strutturato come una coppa fra i vincitori di sette campionati interregionali.
| Anno      | Vincitore                  | Secondo posto              | Capocannoniere |
| --------- | -------------------------- | -------------------------- | --- |
| 1902-1903 | VfB Lipsia (1)             | DFC Prag                   | Heinrich Riso (VfB Lipsia, 6 reti) Bruno Stanischewski (VfB Lipsia, 6 reti)                                              |
| 1903-1904 | Non Assegnato              | Non Assegnato              | Non Assegnato |
| 1904-1905 | Blau-Weiß Berlin (1)       | Karlsruher FV              | Reinhard Richter (Dresdner SC, 4 reti)                                                                                   |
| 1905-1906 | VfB Lipsia (2)             | 1. FC Pforzheim            | Edgar Blüher (VfB Lipsia, 7 reti)                                                                                        |
| 1906-1907 | Freiburger (1)             | Viktoria Berlino           | Philipp Burkart (Freiburger FC, 4 reti)                                                                                  |
| 1907-1908 | Viktoria Berlino (1)       | Kickers Stoccarda          | Willi Worpitzky (Viktoria Berlino, 6 reti)                                                                               |
| 1908-1909 | KFC Phönix (1)             | Viktoria Berlino           | Willi Worpitzky (Viktoria Berlino, 7 reti)                                                                               |
| 1909-1910 | Karlsruher FV (1)          | Holstein Kiel              | Willi Zincke (Holstein Kiel, 7 reti)                                                                                     |
| 1910-1911 | Viktoria Berlino (2)       | VfB Lipsia                 | Willi Worpitzky (Viktoria Berlino, 4 reti)                                                                               |
| 1911-1912 | Holstein Kiel (1)          | Karlsruher FV              | Fritz Förderer (Karlsruher FV, 6 reti)                                                                                   |
| 1912-1913 | VfB Lipsia (3)             | Duisburg                   | Paul Pömpner (VfB Lipsia, 5 reti)                                                                                        |
| 1913-1914 | Fürth (1)                  | VfB Lipsia                 | Karl Franz (SpVgg Fürth, 5 reti)                                                                                         |
| 1914-1919 | Sospeso per cause Belliche | Sospeso per cause Belliche | Sospeso per cause Belliche                                                                                               |
| 1919-1920 | Norimberga (1)             | Fürth                      | Viktor Hierländer (SpVgg Fürth, 4 reti) Leonhard Seiderer (SpVgg Fürth, 4 reti) Heinrich Träg (1. FC Norimberga, 4 reti) |
| 1920-1921 | Norimberga (2)             | Vorwärts Berlino           | Luitpold Popp (1. FC Norimberga, 5 reti)                                                                                 |
| 1921-1922 | Non Assegnato              | Non Assegnato              | Hans Semmler (FC Wacker Monaco, 3 reti)                                                                                  |
| 1922-1923 | Amburgo (1)                | Union Berlino              | Otto Harder (Hamburger SV, 5 reti)                                                                                       |
| 1923-1924 | Norimberga (3)             | Amburgo                    | Luitpold Popp (1. FC Norimberga, 3 reti) Erich Roßburg (SpVgg 1899 Lipsia-Lindenau, 3 reti)                              |
| 1924-1925 | Norimberga (4)             | FSV Francoforte            | Josef Lüke (TuRU Düsseldorf, 3 reti) Arthur Warnecke (Altonaer FC 93, 3 reti)                                            |
| 1925-1926 | Fürth (2)                  | Hertha Berlino             | Otto Harder (Hamburger SV, 6 reti)                                                                                       |
| 1926-1927 | Norimberga (5)             | Hertha Berlino             | Andreas Franz (SpVgg Fürth, 6 reti)                                                                                      |
| 1927-1928 | Amburgo (2)                | Hertha Berlino             | Otto Harder (Hamburger SV, 7 reti)                                                                                       |
| 1928-1929 | Fürth (3)                  | Hertha Berlino             | Johannes Sobek (Hertha BSC, 6 reti)                                                                                      |
| 1929-1930 | Hertha Berlino (1)         | Holstein Kiel              | Josef Schmitt (1. FC Norimberga, 7 reti)                                                                                 |
| 1930-1931 | Hertha Berlino (2)         | Monaco 1860                | Willi Kirsei (Hertha BSC, 7 reti)                                                                                        |
| 1931-1932 | Bayern Monaco (1)          | Eintracht Francoforte      | Karl Ehmer (Eintracht Francoforte, 7 reti)                                                                               |
| 1932-1933 | Fortuna Düsseldorf (1)     | Schalke 04                 | Karl Ehmer (Eintracht Francoforte, 6 reti)                                                                               |

Gaulega
La Gauliga si basava su campionati regionali, i cui vincitori disputavano una fase nazionale.
| Anno      | Vincitore        | Finalista          |
| --------- | ---------------- | ------------------ |
| 1933-1934 | Schalke 04 (1)   | Norimberga         |
| 1934-1935 | Schalke 04 (2)   | Stoccarda          |
| 1935-1936 | Norimberga (6)   | Fortuna Düsseldorf |
| 1936-1937 | Schalke 04 (3)   | Norimberga         |
| 1937-1938 | Hannover 96 (1)  | Schalke 04         |
| 1938-1939 | Schalke 04 (4)   | Admira Vienna      |
| 1939-1940 | Schalke 04 (5)   | Dresdner SC        |
| 1940-1941 | Rapid Vienna (1) | Schalke 04         |
| 1941-1942 | Schalke 04 (6)   | First Vienna       |
| 1942-1943 | Dresdner SC (1)  | Saarbrücken        |
| 1943-1944 | Dresdner SC (2)  | LSV Amburgo        |

Oberliga fu il campionato della Germania Ovest, strutturato su cinque gironi interregionali.
| Anno      | Vincitore                 | Finalista         |
| --------- | ------------------------- | ----------------- |
| 1947-1948 | Norimberga (7)            | Kaiserslautern    |
| 1948-1949 | Waldhof Mannheim (1)      | Borussia Dortmund |
| 1949-1950 | Stoccarda (1)             | Kickers Offenbach |
| 1950-1951 | Kaiserslautern (1)        | Preußen Münster   |
| 1951-1952 | Stoccarda (2)             | Saarbrücken       |
| 1952-1953 | Kaiserslautern (2)        | Stoccarda         |
| 1953-1954 | Hannover 96 (2)           | Kaiserslautern    |
| 1954-1955 | Rot-Weiss Essen (1)       | Kaiserslautern    |
| 1955-1956 | Borussia Dortmund (1)     | Karlsruhe         |
| 1956-1957 | Borussia Dortmund (2)     | Amburgo           |
| 1957-1958 | Schalke 04 (7)            | Amburgo           |
| 1958-1959 | Eintracht Francoforte (1) | Kickers Offenbach |
| 1959-1960 | Amburgo (3)               | Colonia           |
| 1960-1961 | Norimberga (8)            | Borussia Dortmund |
| 1961-1962 | Colonia (1)               | Norimberga        |
| 1962-1963 | Borussia Dortmund (3)     | Colonia           |

## Bundesliga
La Bundesliga fu fondata come campionato professionistico a girone unico in Germania Ovest solo nel 1963. Dal 1991 incorporò anche le squadre della defunta Germania Est distribuendole, tranne le retrocesse, fra la massima divisione e quella cadetta.
| Anno      | Vincitore                  | Secondo posto        | Terzo posto            | Capocannoniere                                                                          |
| --------- | -------------------------- | -------------------- | ---------------------- | --------------------------------------------------------------------------------------- |
| 1963-1964 | Colonia (2)                | Duisburg             | Eintracht Francoforte  | Uwe Seeler (Hamburger SV, 30 reti)                                                      |
| 1964-1965 | Werder Brema (1)           | Colonia              | Borussia Dortmund      | Rudolf Brunnenmeier (Monaco 1860, 24 reti)                                              |
| 1965-1966 | Monaco 1860 (1)            | Borussia Dortmund    | Bayern Monaco          | Lothar Emmerich (Borussia Dortmund, 31 reti)                                            |
| 1966-1967 | Eintracht Braunschweig (1) | Monaco 1860          | Borussia Dortmund      | Lothar Emmerich (Borussia Dortmund, 28 reti) Gerd Müller (Bayern Monaco, 28 reti)       |
| 1967-1968 | Norimberga (9)             | Werder Brema         | Borussia M'gladbach    | Hannes Löhr (Colonia, 27 reti)                                                          |
| 1968-1969 | Bayern Monaco (2)          | Alemannia Aquisgrana | Borussia M'gladbach    | Gerd Müller (Bayern Monaco, 30 reti)                                                    |
| 1969-1970 | Borussia M'gladbach (1)    | Bayern Monaco        | Hertha Berlino         | Gerd Müller (Bayern Monaco, 38 reti)                                                    |
| 1970-1971 | Borussia M'gladbach (2)    | Bayern Monaco        | Hertha Berlino         | Lothar Kobluhn (Rot-Weiß Oberhausen, 24 reti)                                           |
| 1971-1972 | Bayern Monaco (3)          | Schalke 04           | Borussia M'gladbach    | Gerd Müller (Bayern Monaco, 40 reti)                                                    |
| 1972-1973 | Bayern Monaco (4)          | Colonia              | Fortuna Düsseldorf     | Gerd Müller (Bayern Monaco, 40 reti)                                                    |
| 1973-1974 | Bayern Monaco (5)          | Borussia M'gladbach  | Fortuna Düsseldorf     | Jupp Heynckes (Borussia Mönchengladbach, 38 reti) Gerd Müller (Bayern Monaco, 38 reti)  |
| 1974-1975 | Borussia M'gladbach (3)    | Hertha Berlino       | Eintracht Francoforte  | Jupp Heynckes (Borussia Mönchengladbach, 27 reti)                                       |
| 1975-1976 | Borussia M'gladbach (4)    | Amburgo              | Bayern Monaco          | Klaus Fischer (Schalke 04, 29 reti)                                                     |
| 1976-1977 | Borussia M'gladbach (5)    | Schalke 04           | Eintracht Braunschweig | Dieter Müller (Colonia, 34 reti)                                                        |
| 1977-1978 | Colonia (3)                | Borussia M'gladbach  | Hertha Berlino         | Dieter Müller (Colonia, 24 reti) Gerd Müller (Bayern Monaco, 24 reti)                   |
| 1978-1979 | Amburgo (4)                | Stoccarda            | Kaiserslautern         | Klaus Allofs (Fortuna Düsseldorf, 22 reti)                                              |
| 1979-1980 | Bayern Monaco (6)          | Amburgo              | Kaiserslautern         | Karl-Heinz Rummenigge (Bayern Monaco, 26 reti)                                          |
| 1980-1981 | Bayern Monaco (7)          | Amburgo              | Stoccarda              | Karl-Heinz Rummenigge (Bayern Monaco, 29 reti)                                          |
| 1981-1982 | Amburgo (5)                | Colonia              | Bayern Monaco          | Horst Hrubesch (Hamburger SV, 27 reti)                                                  |
| 1982-1983 | Amburgo (6)                | Werder Brema         | Stoccarda              | Rudi Völler (Werder Brema, 23 reti)                                                     |
| 1983-1984 | Stoccarda (3)              | Amburgo              | Borussia M'gladbach    | Karl-Heinz Rummenigge (Bayern Monaco, 26 reti)                                          |
| 1984-1985 | Bayern Monaco (8)          | Werder Brema         | Colonia                | Klaus Allofs (Colonia, 26 reti)                                                         |
| 1985-1986 | Bayern Monaco (9)          | Werder Brema         | Bayer Uerdingen        | Stefan Kuntz (Bochum, 22 reti)                                                          |
| 1986-1987 | Bayern Monaco (10)         | Amburgo              | Borussia M'gladbach    | Uwe Rahn (Borussia Mönchengladbach, 24 reti)                                            |
| 1987-1988 | Werder Brema (2)           | Bayern Monaco        | Colonia                | Jürgen Klinsmann (Stoccarda, 19 reti)                                                   |
| 1988-1989 | Bayern Monaco (11)         | Colonia              | Werder Brema           | Thomas Allofs (Colonia, 17 reti) Roland Wohlfarth (Bayern Monaco, 17 reti)              |
| 1989-1990 | Bayern Monaco (12)         | Colonia              | Eintracht Francoforte  | Jørn Andersen (Eintracht Francoforte, 18 reti)                                          |
| 1990-1991 | Kaiserslautern (3)         | Bayern Monaco        | Werder Brema           | Roland Wohlfarth (Bayern Monaco, 21 reti)                                               |
| 1991-1992 | Stoccarda (4)              | Borussia Dortmund    | Eintracht Francoforte  | Fritz Walter (Stoccarda, 22 reti)                                                       |
| 1992-1993 | Werder Brema (3)           | Bayern Monaco        | Eintracht Francoforte  | Ulf Kirsten (Bayer Leverkusen,20 reti Anthony Yeboah (Eintracht Francoforte), 20 reti   |
| 1993-1994 | Bayern Monaco (13)         | Kaiserslautern       | Bayer Leverkusen       | Anthony Yeboah (Eintracht Francoforte), 18 reti Stefan Kuntz (Kaiserslautern, 18 reti   |
| 1994-1995 | Borussia Dortmund (4)      | Werder Brema         | Friburgo               | Mario Basler (Werder Brema, 20 reti) Heiko Herrlich (Borussia Mönchengladbach, 20 reti) |
| 1995-1996 | Borussia Dortmund (5)      | Bayern Monaco        | Schalke 04             | Fredi Bobic (Stoccarda, 17 reti)                                                        |
| 1996-1997 | Bayern Monaco (14)         | Bayer Leverkusen     | Borussia Dortmund      | Ulf Kirsten (Bayer Leverkusen, 22 reti)                                                 |
| 1997-1998 | Kaiserslautern (4)         | Bayern Monaco        | Bayer Leverkusen       | Ulf Kirsten (Bayer Leverkusen, 22 reti)                                                 |
| 1998-1999 | Bayern Monaco (15)         | Bayer Leverkusen     | Hertha Berlino         | Michael Preetz (Hertha Berlino, 23 reti)                                                |
| 1999-2000 | Bayern Monaco (16)         | Bayer Leverkusen     | Amburgo                | Martin Max (Monaco 1860, 19 reti)                                                       |
| 2000-2001 | Bayern Monaco (17)         | Schalke 04           | Borussia Dortmund      | Sergej Barbarez (Amburgo, 22 reti) Ebbe Sand (Schalke 04, 22 reti)                      |
| 2001-2002 | Borussia Dortmund (6)      | Bayer Leverkusen     | Bayern Monaco          | Márcio Amoroso (Borussia Dortmund, 18 reti) Martin Max (Monaco 1860, 18 reti)           |
| 2002-2003 | Bayern Monaco (18)         | Stoccarda            | Borussia Dortmund      | Giovane Élber (Bayern Monaco, 21 reti) Thomas Christiansen (Bochum, 21 reti)            |
| 2003-2004 | Werder Brema (4)           | Bayern Monaco        | Bayer Leverkusen       | Aílton (Werder Brema, 28 reti)                                                          |
| 2004-2005 | Bayern Monaco (19)         | Schalke 04           | Werder Brema           | Marek Mintál (Norimberga, 24 reti)                                                      |
| 2005-2006 | Bayern Monaco (20)         | Werder Brema         | Amburgo                | Miroslav Klose (Werder Brema, 25 reti)                                                  |
| 2006-2007 | Stoccarda (5)              | Schalke 04           | Werder Brema           | Theofanis Gekas (Bochum, 20 reti)                                                       |
| 2007-2008 | Bayern Monaco (21)         | Werder Brema         | Schalke 04             | Luca Toni (Bayern Monaco, 24 reti)                                                      |
| 2008-2009 | Wolfsburg (1)              | Bayern Monaco        | Stoccarda              | Grafite (Wolfsburg, 28 reti)                                                            |
| 2009-2010 | Bayern Monaco (22)         | Schalke 04           | Werder Brema           | Edin Džeko (Wolfsburg, 22 reti)                                                         |
| 2010-2011 | Borussia Dortmund (7)      | Bayer Leverkusen     | Bayern Monaco          | Mario Gómez (Bayern Monaco, 28 reti)                                                    |
| 2011-2012 | Borussia Dortmund (8)      | Bayern Monaco        | Schalke 04             | Klaas-Jan Huntelaar (Schalke 04, 29 reti)                                               |
| 2012-2013 | Bayern Monaco (23)         | Borussia Dortmund    | Bayer Leverkusen       | Stefan Kießling (Bayer Leverkusen, 25 reti)                                             |
| 2013-2014 | Bayern Monaco (24)         | Borussia Dortmund    | Schalke 04             | Robert Lewandowski (Borussia Dortmund, 20 reti)                                         |
| 2014-2015 | Bayern Monaco (25)         | Wolfsburg            | Borussia M'gladbach    | Alexander Meier (Eintracht Francoforte, 19 reti)                                        |
| 2015-2016 | Bayern Monaco (26)         | Borussia Dortmund    | Bayer Leverkusen       | Robert Lewandowski (Bayern Monaco, 30 reti)                                             |
| 2016-2017 | Bayern Monaco (27)         | RB Lipsia            | Borussia Dortmund      | Pierre-Emerick Aubameyang (Borussia Dortmund, 31 reti)                                  |
| 2017-2018 | Bayern Monaco (28)         | Schalke 04           | Hoffenheim             | Robert Lewandowski (Bayern Monaco, 29 reti)                                             |
| 2018-2019 | Bayern Monaco (29)         | Borussia Dortmund    | RB Lipsia              | Robert Lewandowski (Bayern Monaco, 22 reti)                                             |
| 2019-2020 | Bayern Monaco (30)         | Borussia Dortmund    | RB Lipsia              | Robert Lewandowski (Bayern Monaco, 34 reti)                                             |
| 2020-2021 | Bayern Monaco (31)         | RB Lipsia            | Borussia Dortmund      | Robert Lewandowski (Bayern Monaco, 41 reti)                                             |
| 2021-2022 | Bayern Monaco (32)         | Borussia Dortmund    | Bayer Leverkusen       | Robert Lewandowski (Bayern Monaco, 35 reti)                                             |
| 2022-2023 | Bayern Monaco (33)         | Borussia Dortmund    | RB Lipsia              | Christopher Nkunku (RB Lipsia, 16 reti) Niclas Füllkrug (Werder Brema, 16 reti)         |
| 2023-2024 | Bayer Leverkusen (1)       | Stoccarda            | Bayern Monaco          | Harry Kane (Bayern Monaco, 36 reti)                                                     |
| 2024-2025 | Bayern Monaco (34)         | Bayer Leverkusen     | Eintracht Francoforte  | Harry Kane (Bayern Monaco, 26 reti)                                                     |

## Statistiche

### Titoli per squadra
Nel corso della storia del campionato tedesco ventinove squadre si sono aggiudicate il titolo di campione di Germania: la più vincente è il Bayern Monaco, che vanta 34 titoli, di cui 33 vinti in Bundesliga. Segue il Norimberga con 9 campionati vinti, che vanta il record del maggior numero di campionati vinti prima della fondazione della Bundesliga (8).
A partire dal 2004 è stato inoltre istituito il Verdiente Meisterverein, un premio per le squadre plurivincitrici della Bundesliga che consiste nell'assegnazione di un certo numero di stelle in base al numero di trofei vinti. Nel 2005 questo sistema è stato esteso anche alle squadre vincitrici dei campionati tedeschi antecedenti alla Bundesliga, limitatamente ad una stella.

#### Stelle
In Germania sono adottati due sistemi. Nel 2004 la Deutsche Fußball Liga, che gestisce i primi due livelli della Fußball-Bundesliga, introdusse i Verdiente Meistervereine, che hanno diritto di fregiarsi di 1, 2, 3, 4 o 5 stelle a seconda che abbiano vinto 3, 5, 10, 20 o 30 titoli; i titoli considerati sono solo quelli della Bundesliga, mentre sono esclusi quelli antecedenti alla sua istituzione nel 1963 e quelli della DDR-Oberliga (Germania Est). La Dynamo, che oggi milita nella 5ª serie, iniziò unilateralmente ad indossare tre stelle ad indicare i dieci titoli della Germania Est vinti; allora, nel novembre 2005, la Deutscher Fußball-Bund (la Federazione calcistica della Germania, che gestisce i campionati al di fuori della Bundesliga) decise di permettere ai vincitori di titoli che non giocano nelle prime due serie di indossare una sola stella con inscritto il numero di titoli vinti. Nel 2007 la Dinamo Berlino ha adottato la singola stella col numero 10 inscritto.
| Squadra                | Titoli | Stella |
| ---------------------- | ------ | ------ |
| Bayern Monaco          | 34     |        |
| Norimberga             | 9      |        |
| Borussia Dortmund      | 8      |        |
| Schalke 04             | 7      |        |
| Amburgo                | 6      |        |
| Stoccarda              | 5      |        |
| Borussia M'gladbach    | 5      |        |
| Werder Brema           | 4      |        |
| Kaiserslautern         | 4      |        |
| Colonia                | 3      |        |
| VfB Lipsia             | 3      |        |
| Greuther Fürth         | 3      |        |
| Hertha Berlino         | 2      |        |
| Viktoria Berlino       | 2      |        |
| Hannover 96            | 2      |        |
| Dresdner               | 2      |        |
| Karlsruher FV          | 1      |        |
| Holstein Kiel          | 1      |        |
| Monaco 1860            | 1      |        |
| Fortuna Düsseldorf     | 1      |        |
| Eintracht Francoforte  | 1      |        |
| Berliner TuFC Union 92 | 1      |        |
| Eintracht Braunschweig | 1      |        |
| Rot-Weiss Essen        | 1      |        |
| Freiburger             | 1      |        |
| Karlsruhe              | 1      |        |
| Rapid Vienna           | 1      |        |
| Wolfsburg              | 1      |        |
| Bayer Leverkusen       | 1      |        |